# Quiero amarte
Quiero amarte es una telenovela mexicana de 2013, producida por Carlos Moreno Laguillo para Televisa, adaptación de la telenovela Imperio de cristal escrita por Jaime García Estrada y Orlando Merino con una fusión de una historia escrita y adaptada por Martha Carrillo y Cristina García.
Protagonizada por Karyme Lozano y Cristián de la Fuente, con las participaciones antagónicas de Diana Bracho, Flavio Medina y Salvador Zerboni y las participaciones estelares de Alejandra Barros, Adriana Louvier y el primer actor José Elías Moreno.

## Sinopsis
Mauro es dueño de la finca cafetalera "El Paraíso". Dicha propiedad la heredó de su difunta esposa, Elena Carmona, con la que procreó una hija, Juliana. Con el tiempo, Mauro se vuelve a enamorar de Florencia, una joven dueña de unas tierras cafetaleras que colindan la hacienda. Pero el amor de Mauro y Florencia se ve obstruido por Lucrecia, afirmando que espera un hijo suyo. Mauro y Florencia tienen que separarse a pesar de su gran amor. Mauro se casa con Lucrecia sin amarla, Florencia también se casa con David, administrador de la finca mencionada con quien tiene una hija, Amaya. Con el tiempo, Mauro y Florencia reconocen que no son felices con sus respectivas parejas y se confiesan que no se han olvidado. Sin embargo, saben que su amor está prohibido y que para evitar una desgracia no deben albergar esperanzas. Lucrecia descubre esto y trata de deshacerse de Florencia a como dé lugar, primero provocando los celos desmedidos de David y segundo, en un torbellino de accidentes y malentendidos, Florencia y David mueren, dejando desamparada a su pequeña hija.
Pasan 30 años, Maximiliano, el hijo de Mauro, se enamora de Amaya, la hija de Florencia. Amaya está casada con Horacio Espinoza y tiene una hija llamada Valeria; Max está a punto de casarse con Constanza, hija del mejor amigo de su padre; pero el destino hace de las suyas y el amor entre ellos es inevitable. Mauro descubre que la mujer que quiere "Max" es la hija de su gran amor. Su sorpresa es enorme pues él sigue albergando la esperanza que también Florencia haya sobrevivido a aquel accidente. Mauro está dispuesto a saldar con Amaya las deudas económicas y emocionales que dejó pendiente en sus padres. César, el hijo mayor de Mauro se da cuenta de la importancia de Amaya en la vida de su padre, y se da a la tarea de conquistarla y apartarla de su hermano Max. Esto provoca una gran rivalidad entre los dos hermanos. Amaya descubre que Lucrecia pudo estar involucrada con la muerte de sus padres, y cree que Mauro aprovechó la muerte de su madre para quedarse con sus tierras. Ahora querrá llegar a la verdad y vengarse del responsable del destino de sus padres.
Amaya y Maximiliano tendrán que enfrentar muchos obstáculos para descubrir si su amor es más fuerte que el resentimiento, la venganza y el odio que se generaron en el pasado de sus padres y que marcó sus destinos.

## Elenco
- Karyme Lozano - Amaya Serrano Martínez / Florencia Martínez de Serrano
- Cristián de la Fuente - Maximiliano Montesinos Ugarte
- Diana Bracho - Lucrecia Ugarte de Montesinos
- Flavio Medina - César Montesinos Ugarte
- Alejandra Barros - Juliana Montesinos Carmona Vda. de Ferreti
- Adriana Louvier - Constanza Olazábal
- José Elías Moreno - Mauro Montesinos
- Otto Sirgo - Manuel Olazábal
- Salvador Zerboni - Horacio Espinoza
- Andrés Mercado - Iván Fonseca Montalvo
- Renata Notni - Mariana Valdez Morales
- Luz María Jerez - Eloísa Ugarte Salmerón
- Salvador Sánchez - Cipriano Valdez
- Héctor Sáez - Héctor Fonseca
- Diego Amozurrutia - Ulises Arteaga
- Cassandra Sánchez-Navarro - Flavia Montesinos Ugarte
- Hernán Canto - Lucío Montesinos Ugarte
- Yolanda Ventura - Genoveva
- Olivia Bucio - Dolores Morales de Valdez
- Ricardo Franco - Salvador Romero
- Tanya Vazquez - Carolina Rivera #1
- Yessica Salazar - Carolina Rivera #2
- Patricia Martínez - Consuelo "Chelo"
- Jean Paul Leroux - Jorge de la Parra
- Gabriela Goldsmith - Emma
- Alejandro Tommasi - Omar Vásquez
- Vanesa Restrepo - Nora
- Javier Herranz - Padre Hipólito
- Briggitte Bozzo - Valeria Espinoza Serrano
- Cristiane Aguinaga - Laura
- Abril Onyl - Hortensia
- Sebastián Llapur - Franco Ferreti
- Jonnathan Kuri - Aarón Méndez
- Zadkiel Molina - Heriberto
- Roberto Ruy - Efraín
- Xorge Noble - Baldomero
- Pilar Escalante - Vera
- Kelchie Arizmendi - Nuria
- Mafer Lara - Alina
- Pablo Perroni - Ismael Zavala
- Adriano Zendejas - José Olazábal
- Alex Sirvent - Mauro Montesinos (joven) / Marco Antonio Montesinos Martínez
- Alfonso Iturralde - Armando
- Miguel Martínez - Tadeo
- Thelma Dorantes - Amparo
- Tina Romero - Rebeca de Fonseca
- Marlene Kalb - Cecilia "Cecy" Cortés
- Abraham Ramos - David Serrano
- Elena de Tellitu - Lucrecia Ugarte (joven)

## Banda sonora
El 3 de octubre de 2013 se anunció los artistas que interpretarían el tema principal de la telenovela mexicana Quiero amarte. El tema, «Quiero amarte», fue interpretada por Armando Manzanero, Samo, Noel Schajris, Reik, Juan Pablo Manzanero y Carlos Macías. El 16 de octubre de 2013 se interpretó el tema por primera vez en la presentación de la telenovela. El 11 de marzo de 2014 se lanza el sencillo a la venta en descarga digital.
El 29 de abril de 2014 se puso a la venta, a través de descarga digital, la banda sonora de la telenovela, titulada Quiero amarte, bajo el sello discográfico Sony music.

## Versiones
- Imperio de cristal es una telenovela producida en 1994 por Carlos Sotomayor para Televisa, fue protagonizada por Rebecca Jones y Ari Telch.
- Nuevamente el productor Carlos Sotomayor realizó en 1995 una versión en Estados Unidos en inglés titulada Empire, coproducida por Televisa y FOX y protagonizada por Laura Harring y J. Downing.

## DVD
El Grupo Televisa lanza a la venta en formato DVD sus novelas.

## Premios y nominaciones

### TV Adicto Golden Awards
| Año  | Categoría     | Nominados         | Resultado |
| ---- | ------------- | ----------------- | --------- |
| 2013 | Mejor canción | Armando Manzanero | Ganador   |

| Año  | Premio             | Categoría              | Nominados | Resultados |
| ---- | ------------------ | ---------------------- | --- | ---------- |
| 2015 | Premios TVyNovelas | Mejor tema musical     | «Quiero amarte» (Armando Manzanero, Samo, Jesús Navarro, Juan Pablo Manzanero, Carlos Macías y Noel Schajris) | Nominados  |
| 2015 | Premios TVyNovelas | Mejor primer actor     | José Elías Moreno                                                                                             | Nominado   |
| 2015 | Premios TVyNovelas | Mejor actor de reparto | Salvador Sánchez                                                                                              | Nominado   |